# نوشرات بهروشا
نوشرات بهروشا (بالإنجليزية: Nushrat Bharucha) ولدت في 17 مايو 1985 بمومباي في الهند. هي ممثلة هندية معروفة بعملها في الأفلام الهندية. حققت دراما الأصدقاء Pyaar Ka Punchnama لعام 2011 أول نجاح تجاري لها. حققت أكبر نجاحاتها من خلال تصوير دور البطولة في الكوميديا Pyaar Ka Punchnama 2 (2015) و Sonu Ke Titu Ki Sweety (2018) و Dream Girl (2019) و Chhalaang (2020).

## وصلات خارجية
- نوشرات بهروشا على موقع IMDb (الإنجليزية)
- نوشرات بهروشا على موقع قاعدة بيانات الأفلام العربية
- نوشرات بهروشا على موقع قاعدة بيانات الفيلم (الإنجليزية)